# تورلکه
تورلکه (به اسپانیایی: Turleque) یک شهرستان در اسپانیا است که در استان تولدو واقع شده‌است.

## خصوصیات
تورلکه ۱۰۱ کیلومترمربع مساحت و ۹۴۴ نفر جمعیت دارد و ۶۹۰ متر بالاتر از سطح دریا واقع شده‌است.